# Malú García Andrade
María Luisa „Malú“ García Andrade (geb. in Ciudad Juárez, Chihuahua) ist eine mexikanische Bürgerrechtlerin, die ihr Leben dem Kampf gegen Femizide gewidmet hat.

## Leben
Garcías frühe Lebensjahre wurden stark von den Herausforderungen geprägt, die ihre Heimatstadt mit sich brachte – eine Stadt, die für ihre hohen Raten an Gewalt, Korruption und organisiertem Verbrechen bekannt ist. Ihre berufliche Laufbahn und ihr persönliches Engagement wurden durch ein tragisches Familienereignis entscheidend beeinflusst: Im Februar 2001 wurde ihre Schwester Lilia Alejandra García Andrade ermordet. Dieses Ereignis veranlasste García, sich als Juristin ausbilden zu lassen, um aktiv gegen die Ungerechtigkeiten in ihrem Heimatland vorzugehen. Sie nutzte inmitten ständiger Bedrohungen und Anschläge auf ihr Leben ihre juristische Expertise, um zahlreichen Familien beizustehen, die ähnliche Verluste erlitten haben. Sie und ihre Familie leben heute aufgrund der ständigen Gefahren, die ihr Engagement mit sich bringt, unter ständigem Schutz und mit geschützten Identitäten.

## Wirken
García Arbeit befasst sich mit der Bekämpfung des Femizids in Mexiko. Sie gründete und leitet die Organisation Nuestras Hijas de Regreso a Casa (NHRC), die sich für die Familien einsetzt, deren Töchter verschwunden oder ermordet wurden. Seit über 20 Jahren fordert sie, dass Justizbehörden und Gesetzgeber Verbrechen gegen Frauen ernst nehmen und die Täter zur Rechenschaft ziehen. Ihr Engagement begann nach dem Mord an ihrer Schwester und führte dazu, dass sie Hunderte von Familien in ihrem Kampf gegen eine oft träge und korrupte Justiz unterstützte. García arbeitet daran, das Bewusstsein für Femizide zu schärfen und rechtliche Reformen zu fördern, die eine gerechte Behandlung von Frauen in Mexiko sicherstellen sollen. Ihre Arbeit hat sie zu einer der prominenten Figuren in der mexikanischen Menschenrechtsbewegung gemacht, insbesondere im Kampf gegen Femizide.

## Auszeichnungen
Für ihre Arbeit wurde García 2023 mit dem Per-Anger-Preis ausgezeichnet.